# Robert F. Wagner
Robert Ferdinand Wagner, född 8 juni 1877 i Nastätten, Tyskland, död 4 maj 1953 i New York, var en tysk-amerikansk politiker (demokrat).
Wagner föddes i Tyskland och flyttade 1885 med sina föräldrar till USA. Han avlade 1898  grundexamen vid College of the City of New York och 1900 juristexamen vid New York Law School. Han inledde sin karriär som advokat i New York. Han var ledamot av New York State Assembly, underhuset i delstatens lagstiftande församling, 1905-1908. Därefter var han ledamot av delstatens senat 1909-1918. Han var dessutom tillförordnad viceguvernör i delstaten New York 1913-1914. Wagner var domare i delstaten New Yorks högsta domstol 1919-1926.
Han var ledamot av USA:s senat från delstaten New York 1927-1949. I 1926 års kongressval besegrade han sittande senatorn James Wolcott Wadsworth, Jr. Wagner omvaldes 1932, 1938 och 1944. Han avgick från senaten i juni 1949 på grund av dålig hälsa. National Labor Relations Act, 1935 års lag som skyddar fackföreningarnas rättigheter i USA, är känd som Wagner Act efter Robert F. Wagner. Wagner var 1944 delegat till FN:s monetära och finansiella konferens i Bretton Woods, New Hampshire, där Bretton Woodssystemet för valutakurser, Världsbanken och Internationella valutafonden kom till stånd.
Wagner dog i New York och hans grav finns på Calvary Cemetery i Queens. Hans son Robert F. Wagner Jr. var borgmästare i New York 1954–1965.